# Diapedesi

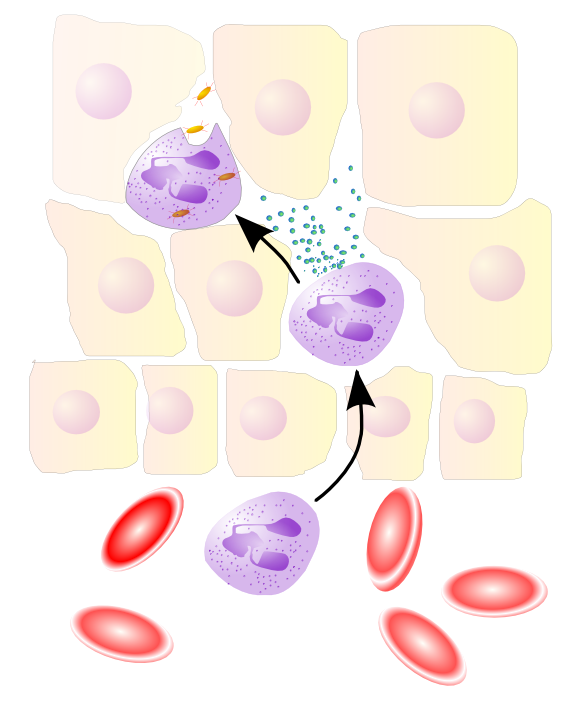
Neutròfils abandonant un vas sanguini atrets pels enzims proteolítics (gotes blaves) secretades pels bacteris invasors (taronja), a les que acaben fagocitant.

La diapedesi (del grec diapedan, travessar) és el pas de cèl·lules de la sang (per exemple, leucòcits) a través de fenestracions (finestres) en els capil·lars per dirigir-se al focus d'infecció sense que es produeixi lesió estructural (com succeeix en el cicle menstrual).

## Aspectes químics
Tots els glòbuls blancs (leucòcits) tenen aquesta propietat, ja que necessiten travessar les parets dels vasos sanguinis per defensar l'organisme. Aquest procés es duu a terme en els capil·lars sanguinis i en les vènules, i es produeix per una contracció de l'endoteli (epiteli dels vasos). Les substàncies que indueixen la diapedesi són la 
- Histamina, factor de necrosi tumoral (TNF, de l'anglès tumor necrosis factor). INF;produeixen la contracció de les cèl·lules endotelials.
- Selectina P, ICAM, NCAM; són molècules de l'endoteli que permeten la unió a leucòcits.
- Sialil Lewis X, integrines; són molècules dels leucòcits que permeten la unió a l'endoteli.

Els leucòcits tenen col·lagenasa per trencar la membrana basal del capil·lar i arribar al focus inflamatori, atrets per molècules anomenades quimiocines (com C3A).